# Elecciones municipales de Huaura de 2002
Las elecciones municipales de Huaura de 2002 se llevaron a cabo el 17 de noviembre de 2002 para elegir al alcalde y al Concejo Provincial de Huaura. La elección se celebró simultáneamente con elecciones regionales y municipales (provinciales y distritales) en todo el Perú.

## Sistema electoral
La Municipalidad Provincial de Huaura es el órgano administrativo y de gobierno de la provincia de Huaura. Está compuesta por el alcalde y el Concejo Provincial.
La votación del alcalde y el concejo se realiza en base al sufragio universal, que comprende a todos los ciudadanos nacionales y no nacionales mayores de dieciocho años, empadronados y residentes en la provincia de Huaura y en pleno goce de sus derechos políticos.
El Concejo Provincial de Huaura está compuesto por 11 regidores elegidos por sufragio directo para un período de cuatro (4) años, en forma conjunta con la elección del alcalde (quien lo preside). La votación es por lista cerrada y bloqueada. Se asigna a la lista ganadora los escaños según el método d'Hondt o la mitad más uno, lo que más le favorezca.

## Composición del Concejo Provincial de Huaura
La siguiente tabla muestra la composición del Concejo Provincial de Huaura antes de las elecciones.
| Partidos | Partidos                                         | Regidores |
| -------- | ------------------------------------------------ | --------- |
|          | Movimiento Independiente Somos Perú              | 7         |
|          | Lista Independiente Somos Huacho y sus Distritos | 1         |
|          | Movimiento Independiente Vamos Vecino            | 1         |
|          | Lista Independiente Huaura Huacho 98 Juntos      | 1         |
|          | Lista Independiente Nuevo Siglo                  | 1         |

## Resultados

### Sumario general
|                      | Somos Perú (SP)                                                  | 24,307  | 28.18 | +4.35  | 7  | ±0 |  |  |
|                      | Unidad Nacional (UN)                                             | 21,110  | 24.47 | Nuevo  | 2  | +2 |  |  |
|                      | Partido Aprista Peruano (APRA)                                   | 19,631  | 22.76 | +16.87 | 2  | +2 |  |  |
|                      | Lista Independiente N° 1 Frente de Integración Provincial        | 4,769   | 5.53  | n/a    | 0  | ±0 |  |  |
|                      | Perú Posible (PP)                                                | 3,860   | 4.48  | Nuevo  | 0  | ±0 |  |  |
|                      | Movimiento Amplio País Unido (MAPU)                              | 2,743   | 3.18  | Nuevo  | 0  | ±0 |  |  |
|                      | Acción Popular (AP)                                              | 2,703   | 3.13  | n/a    | 0  | ±0 |  |  |
|                      | Fuerza Democrática (FD)                                          | 2,443   | 2.83  | Nuevo  | 0  | ±0 |  |  |
|                      | Agrupación Independiente Unión por el Perú - Frente Amplio (UPP) | 2,175   | 2.52  | Nuevo  | 0  | ±0 |  |  |
|                      | Movimiento Nueva Izquierda (MNI)                                 | 1,493   | 1.73  | Nuevo  | 0  | ±0 |  |  |
|                      | Reconstrucción Democrática (RD)                                  | 1,019   | 1.18  | Nuevo  | 0  | ±0 |  |  |
|                      |                                                                  |         |       |        |    |    |  |  |
| Total                | Total                                                            | 86,253  |       |        | 11 | ±0 |  |  |
|                      |                                                                  |         |       |        |    |    |  |  |
| Votos válidos        | Votos válidos                                                    | 86,253  | 81.80 | –1.92  |    |    |  |  |
| Votos en blanco      | Votos en blanco                                                  | 12,599  | 11.95 | +2.48  |    |    |  |  |
| Votos nulos          | Votos nulos                                                      | 6,586   | 6.25  | –0.57  |    |    |  |  |
| Votos emitidos       | Votos emitidos                                                   | 105,438 | 86.80 | +5.42  |    |    |  |  |
| Abstenciones         | Abstenciones                                                     | 16,030  | 13.20 | –5.42  |    |    |  |  |
| Votantes registrados | Votantes registrados                                             | 121,468 |       |        |    |    |  |  |
|                      |                                                                  |         |       |        |    |    |  |  |
| Fuente:              |                                                                  |         |       |        |    |    |  |  |

## Elecciones municipales distritales

### Resultados por distrito
La siguiente tabla enumera el control de los distritos de la provincia de Huaura. El cambio de mando de una organización política se resalta del color de ese partido.
| Distrito          | Alcalde(sa) titular       | Partido político | Partido político             | Alcalde(sa) electo(a)          | Partido político | Partido político             |
| ----------------- | ------------------------- | ---------------- | ---------------------------- | ------------------------------ | ---------------- | ---------------------------- |
| Ámbar             | Ivan Solórzano Porles     |                  | Ámbar por un Futuro Mejor    | Rubén Fuentes Rivera Caldas    |                  | Trabajando con Moralización  |
| Caleta de Carquín | Roberto Morante Velásquez |                  | Somos Perú                   | Carmen Oyola Chinga            |                  | Unidad Nacional              |
| Checras           | Julio Bravo Mendoza       |                  | Somos Perú                   | Melvin Claros Cuadros          |                  | Unidad Nacional              |
| Hualmay           | Carlos Flores Vergaray    |                  | Somos Huacho y sus Distritos | Óscar Pérez Alcántara          |                  | Partido Aprista Peruano      |
| Huaura            | Mario Ayulo Chang         |                  | Somos Perú                   | Idalia Taboada Baltuano        |                  | Unidad Nacional              |
| Leoncio Prado     | Pascual Gómez Román       |                  | Vamos Vecino                 | Irenio Claros Retuerto         |                  | Al Progreso de Leoncio Prado |
| Paccho            | Elmer Tejada Granados     |                  | Vamos Vecino                 | Jaime Granados Mejía           |                  | Partido Aprista Peruano      |
| Santa Leonor      | Walter La Torre Rosas     |                  | Vamos Vecino                 | Antonio Carrasco Villavicencio |                  | Santa Leonor en Acción       |
| Santa María       | Hugo Díaz Mauricio        |                  | Partido Aprista Peruano      | Carlos Estupiñan Demutti       |                  | Nuevo Santa María            |
| Sayán             | Fernando Marquez Trinidad |                  | Trabajamos por Sayán         | Edilberto Obispo Cárdenas      |                  | Unidad Nacional              |
| Végueta           | Gabriel García García     |                  | Nuevo Milenio                | Alejandro Alor Portilla        |                  | Unidad Nacional              |